# Casa Alayó
La Casa Alayó és un edifici del municipi de Vilafranca del Penedès (Alt Penedès) protegit com a bé cultural d'interès local. Antiga casa pairal situada en el seu origen fora del recinte emmurallat i posteriorment a la Plaça Milà, sobre l'eix històric del carrer de la Font. L'aspecte actual de l'edifici respon a successives obres de reforma.
La casa està situada en la cantonada de la Plaça Milà i Fontanals amb el carrer de la Font. És un edifici de grans proporcions que presenta semi-soterrani, entresòl, un pis i golfes (modificades). La coberta és de teula àrab. A la part posterior hi ha un jardí. Porta d'entrada d'arc escarser.